# 加利斯特奧 (新墨西哥州)
加利斯特奧（英語：Galisteo）是位於美國新墨西哥州聖菲縣的普查規定居民點。

## 人口
根據2020年美國人口普查的數據，加利斯特奧的面積為8.73平方千米，皆為陸地。當地共有人口253人，而人口密度為每平方千米28.98人。